# J. C. Brandy
Justine Chelsea Brandy (* 15. listopadu 1975) je britská herečka.
Narodila se v Londýně producentovi Howardu Brandy. Je velkým fanouškem Carpenterových filmů, zahrála si ve filmu Halloween - Prokletí Michaela Myerse Jamie Lloydovou v roce 1996. O rok později ve filmu Hollywoodské safari a roku 2004 v kriminálce Las Vegas. Je také kytaristkou.

## Herecká filmografie
- Prank (2008)
- Halloween: 25 Years of Terror (2006)
- Kriminálka Las Vegas (2004)
- Hollywoodské safari (1997)
- Halloween - Prokletí Michaela Myerse (1995)
- Policie z Palm Beach (1991)